# ホアキン・ラッティンジャー

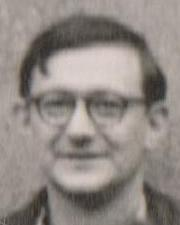
ホアキン・ラッティンジャー

ホアキン・ラッティンジャー（Joaquin M. Luttinger、1923年12月2日 - 1997年4月6日）は、アメリカの物理学者。

## 略歴
1923年12月2日、ニューヨークに生れる。スタイヴェサント高校を卒業後、ニューヨーク市立大学ブルックリン校に入学したが、その後マサチューセッツ工科大学から奨学金を得たためそちらに入学。1944年に同大を卒業、1947年に博士号を取得。ウィスコンシン大助教授などを経て、ペンシルバニア大教授となる。1963年、朝永–ラッティンジャー液体を提唱したことで知られる。1997年4月6日、ニューヨークで死去、73歳。